# Fabrizio Tabaton
Fabrizio Tabaton (ur. 16 maja 1955 w Genui) – włoski kierowca rajdowy. Rajdowy mistrz Europy z roku 1986 i 1988, dwukrotny rajdowy mistrz Włoch (1985, 1987)

## Kariera
Starty w rajdach rozpoczął w wieku dwudziestu lat w roku 1975 Lancią Fulvią. Jego ojciec Luigi Tabaton również był kierowcą rajdowym oraz jego syn Luca Tabaton również bierze udział w rajdach. W roku 1978 został Mistrzem Pucharu Autobianchi A112. W roku 1985 został Rajdowym mistrzem Włoch i rajdowym wicemistrzem Europy, w roku 1986 został Rajdowym mistrzem Europy, w roku 1987 Mistrzem Włoch w rajdach Grupy A, a w roku 1988 ponownie Rajdowym mistrzem Europy. W swojej karierze wystąpił  w ośmiu rajdach zaliczanych do Rajdowych Mistrzostw Świata, siedem razy w Rajdzie San Remo i raz w Rajdzie Monte Carlo, najwyższą pozycję jaką osiągnął to czwarte miejsce w 26. Rajdzie San Remo.